# Frank Boeijen Groep
De Frank Boeijen Groep was een Nederlandse band rondom zanger Frank Boeijen. De groep ontstond eind jaren zeventig in Nijmegen en had als bekendste hits onder andere Linda, Zwart wit en Kronenburg Park. In 1991 ging de band uit elkaar, waarna Boeijen als solo-artiest verder ging.

## Historie
De Frank Boeijen Groep kwam voort uit het duo Frank Boeijen en Wout Pennings, die in 1977 in eigen beheer het album Frank Boeijen en Woutje Pennings uitgaven. Een jaar later werd het album inclusief vier nieuwe nummers heruitgegeven bij platenmaatschappij CNR, onder productionele leiding van Rob de Nijs. Om te kunnen optreden werd het duo Boeijen en Pennings uitgebreid met drummer Henk Wanders en bassist Nels Busch.
In 1979 verliet Pennings de band. Het overgebleven drietal werd uitgebreid met gitarist Will Theunissen (1954-2020) en toetsenist Jos Haagmans en de band werd omgedoopt in Frank Boeijen Groep. Het eerste optreden was op 3 november 1979 in het Nijmeegse jongerencentrum Doornroosje. De eerste single, Transport uit Bangkok werd geen succes, maar de B-kant Verjaardagsfeest trok in 1981 de aandacht van dj Frits Spits en producer Tom Blomberg. Deze plaat werd in het NOS  radioprogramma De Avondspits op maandag 22 juni 1981 verkozen tot de 149e NOS Steunplaat van de week op Hilversum 3 en belandde later in de Tipparade. Op het eerste album stond ook het nummer Zoek de verschillen waarvan een videoclip werd uitgebracht.
De Frank Boeijen Groep bracht in totaal negen studio-albums uit, waarvan 1001 Hotel (1983), Kontakt (1984), Foto Van Een Mooie Dag (1985), In Natura (1986) en Welkom In Utopia (1987) de bekendste zijn. Daarnaast verschenen de compilatie Onderweg (1988) en het live-album Hier Komt de Storm (1990).  De grootste hits waren Linda (1983), Zwart wit (1984), geschreven naar aanleiding van de dood van Kerwin Duinmeijer, en Kronenburg Park (1985), waarbij Mai Tai de achtergrondzang voor hun rekening nam.
In 1984 stapte Will Theunissen uit de groep en werd opgevolgd door Maarten Peters, die op zijn beurt in 1986 werd vervangen door Ger Hoeijmakers. In 1987 kwam manager Paul Schouwenaars met het idee om niet meer in discotheken en feesttenten op te treden, maar om alleen nog maar theatertournees te gaan doen. De première van de tournee rond het album Welkom in Utopia uit 1987 had plaats in de Stadsschouwburg Amsterdam.
In 1991 koos Boeijen voor een solo-carrière en hief hij de groep op. Op 30 maart 1991 was het laatste optreden in Theater De Metropole in Almere.

## Discografie

### Albums
| Album met eventuele hitnotering(en) in de Nederlandse Album Top 100 | Datum van verschijnen | Datum van binnenkomst | Hoogste positie | Aantal weken | Opmerkingen   |
| ------------------------------------------------------------------- | --------------------- | --------------------- | --------------- | ------------ | ------------- |
| Frank Boeijen Groep                                                 | 1981                  | -                     |                 |              |               |
| Twee                                                                | 1982                  | 02-10-1982            | 46              | 4            |               |
| 1001 Hotel                                                          | 1983                  | 04-06-1983            | 12              | 12           |               |
| Kontakt                                                             | 1984                  | 19-05-1984            | 9               | 19           |               |
| Foto van een mooie dag                                              | 1985                  | 25-05-1985            | 4               | 22           |               |
| In natura                                                           | 1986                  | 27-09-1986            | 12              | 27           |               |
| Welkom in utopia                                                    | 1987                  | 10-10-1987            | 12              | 30           |               |
| Onderweg                                                            | 1988                  | 23-04-1988            | 9               | 16           | Verzamelalbum |
| Dans in slow motion                                                 | 1988                  | 12-11-1988            | 9               | 22           |               |
| Een zomer aan het eind van de twintigste eeuw                       | 1989                  | 21-10-1989            | 21              | 19           |               |
| Hier komt de storm (Live 1980-1990)                                 | 1990                  | 29-09-1990            | 14              | 18           | Livealbum     |

### Singles
| Single met eventuele hitnotering(en) in de Nederlandse Top 40 | Datum van verschijnen | Datum van binnenkomst | Hoogste positie | Aantal weken | Opmerkingen                                                  |
| ------------------------------------------------------------- | --------------------- | --------------------- | --------------- | ------------ | ------------------------------------------------------------ |
| Transport uit Bangkok                                         |                       |                       |                 |              |                                                              |
| Verjaardagsfeest                                              |                       | 27-06-1981            | tip16           | -            |                                                              |
| Blok aan mijn been                                            |                       |                       |                 |              |                                                              |
| Vrijdagavond                                                  |                       |                       |                 |              |                                                              |
| Zo mooi                                                       |                       | 11-09-1982            | tip9            | -            |                                                              |
| Fantasie                                                      |                       |                       |                 |              |                                                              |
| Het antwoord                                                  |                       | 15-01-1983            | tip2            | -            |                                                              |
| Linda                                                         |                       | 21-05-1983            | 28              | 6            | #21 in de Nationale Hitparade / #27 in de TROS Top 50        |
| Doe iets                                                      |                       | 29-10-1983            | 25              | 4            |                                                              |
| Zwart wit                                                     |                       | 28-01-1984            | 4               | 7            | #4 in de Nationale Hitparade / #6 in de TROS Top 50          |
| 1.000.000 sterren                                             |                       | 19-05-1984            | 29              | 4            |                                                              |
| Kontakt                                                       |                       | 14-07-1984            | tip2            | -            |                                                              |
| Crime passionel                                               |                       | 19-01-1985            | tip5            | -            |                                                              |
| Kronenburg Park (Ga die wereld uit)                           |                       | 11-05-1985            | 12              | 11           | #6 in de Nationale Hitparade / #10 in de TROS Top 50         |
| Schaduw                                                       |                       | 24-08-1985            | tip4            | -            |                                                              |
| Geef niet op                                                  |                       |                       |                 |              |                                                              |
| De beloning                                                   |                       | 19-04-1986            | 24              | 5            | Veronica Alarmschijf Radio 3 / #20 in de Nationale Hitparade |
| Verslaafd aan jou                                             |                       | 11-10-1986            | 34              | 3            | #25 in de Nationale Hitparade                                |
| De verzoening                                                 |                       | 10-01-1987            | 32              | 4            | #31 in de Nationale Hitparade                                |
| Goudzoekers                                                   |                       | 25-04-1987            | tip17           | -            |                                                              |
| Welkom in Utopia 2                                            |                       | 03-10-1987            | 18              | 5            | #20 in de Nationale Hitparade Top 100                        |
| Winter in Hamburg                                             |                       | 28-11-1987            | tip7            | -            | #46 in de Nationale Hitparade Top 100                        |
| Hier komt de storm                                            |                       | 05-03-1988            | tip15           | -            | #44 in de Nationale Hitparade Top 100                        |
| Hoe verschrikkelijk ik ben                                    |                       | 24-09-1988            | tip2            | -            | #46 in de Nationale Hitparade Top 100                        |
| Heimwee                                                       |                       | 17-12-1988            | tip16           | -            | #59 in de Nationale Hitparade Top 100                        |
| De wereld                                                     |                       | 11-03-1989            | tip14           | -            | #41 in de Nationale Hitparade Top 100                        |
| Een zomer aan het eind van de twintigste eeuw                 |                       |                       |                 |              |                                                              |
| Zeg me dat het niet zo is                                     |                       | 17-02-1990            | 34              | 3            | #39 in de Nationale Top 100                                  |
| Verjaardagsfeest (Live)                                       |                       | 13-10-1990            | tip4            | -            | #50 in de Nationale Top 100                                  |
| Onverstoorbaar (Live)                                         |                       |                       |                 |              |                                                              |
| Het antwoord (Live)                                           |                       |                       |                 |              |                                                              |
| Kronenburg Park (Live)                                        |                       |                       |                 |              |                                                              |

### NPO Radio 2 Top 2000
| Nummers met noteringen in de NPO Radio 2 Top 2000 | '99 | '00 | '01 | '02 | '03 | '04 | '05 | '06  | '07  | '08 | '09  | '10  | '11  | '12  | '13  | '14  | '15  | '16  | '17  | '18  | '19  | '20  | '21  | '22  | '23  | '24  |
| ------------------------------------------------- | --- | --- | --- | --- | --- | --- | --- | ---- | ---- | --- | ---- | ---- | ---- | ---- | ---- | ---- | ---- | ---- | ---- | ---- | ---- | ---- | ---- | ---- | ---- | ---- |
| De verzoening                                     | -   | -   | -   | -   | -   | -   | -   | 377  | 388  | 785 | 440  | 560  | 618  | 497  | 466  | 464  | 480  | 737  | 607  | 702  | 642  | 632  | 653  | 680  | 668  | 611  |
| Hier komt de storm                                | -   | -   | -   | -   | -   | -   | -   | -    | -    | -   | -    | -    | -    | -    | -    | -    | -    | -    | -    | 1801 | 1735 | 1480 | 1532 | 1463 | 1564 | 1415 |
| Kronenburg park                                   | 151 | 93  | 133 | 139 | 119 | 145 | 132 | 130  | 162  | 134 | 159  | 170  | 230  | 247  | 230  | 274  | 289  | 308  | 237  | 225  | 189  | 202  | 233  | 242  | 239  | 218  |
| Linda                                             | -   | -   | -   | -   | -   | -   | -   | 1710 | -    | -   | -    | -    | -    | -    | -    | -    | -    | -    | -    | -    | -    | -    | -    | -    | -    | -    |
| Winter in Hamburg                                 | -   | -   | -   | -   | -   | -   | -   | -    | -    | -   | 1472 | -    | 1891 | 1417 | 1479 | 1158 | 1820 | 1893 | 1548 | -    | 1991 | 1834 | 1885 | 1761 | 1944 | 1605 |
| Zeg me dat het niet zo is                         | 217 | -   | 301 | 287 | 192 | 246 | 229 | 200  | 205  | 208 | 236  | 284  | 344  | 255  | 256  | 134  | 129  | 172  | 220  | 233  | 115  | 167  | 208  | 251  | 300  | 343  |
| Zwart wit                                         | 467 | 602 | 744 | 907 | 848 | 712 | 952 | 949  | 1055 | 886 | 995  | 1227 | 1150 | 1191 | 1025 | 1000 | 856  | 979  | 1069 | 881  | 692  | 659  | 753  | 841  | 752  | 789  |

1. ↑  Een '-' betekent dat het nummer niet was genoteerd en een vetgedrukt getal geeft de hoogste notering van een nummer aan.